# Frente Popular de Tayikistán
El Frente Popular de Tayikistán fue un movimiento político y militar que surgió en Tayikistán en junio de 1992. Fue uno de los principales participantes en la guerra civil tayika, luchando a favor del gobierno y en contra de la Oposición Tayika Unida.
El movimiento fue fundado por Sangak Safarov y Safarali Kenjaev, ganando rápidamente amplia popularidad dentro del gobierno tayiko. Para otoño de 1992 se unieron a sus filas milicianos, oficiales de la desaparecida KGB de la RSS de Tayikistán, agentes de la fuerzas especiales y militares, y para finales de 1992 se unieron los partidarios del depuesto presidente Rahmon Nabiyev, derrocado en septiembre de ese año.
Con el fin de la guerra, el movimiento también se disolvió, esto el 27 de junio de 1997.